# Maison Schröder de Rietveld
La maison Schröder de Rietveld (en néerlandais : Rietveld Schröderhuis) est construite en 1924 par l'architecte néerlandais Gerrit Rietveld pour Truus Schröder (nl), pharmacienne impliquée au sein du mouvement De Stijl. Se trouvant à Utrecht parmi d'autres villas bourgeoises, elle est désormais reconnue comme un des premiers symboles du mouvement moderne en architecture, illustration de l'aventure néoplasticiste de l'architecte néerlandais Rietveld.
Faisant partie du Centraal Museum, elle a été inscrite par un comité de l'UNESCO en 2000 sur la liste du patrimoine mondial.

## Histoire
Après la mort de son mari, Truus Schröder demande à Rietveld de construire une maison où elle sera partenaire dans la conception. Ils trouvent un terrain et y font ériger un assemblage asymétrique d'éléments simples et rehaussés par les couleurs primaires, bleu, rouge et jaune, dans l'esprit des principes de De Stijl.
Jusqu'à sa mort en 1985, Truus Schröder a vécu dans la maison Rietveld Schröder. Le bâtiment a ensuite été restauré et ouvert au public.

## Architecture
De dimension modeste, le bâtiment se divise entre un rez-de-chaussée où on retrouve un petit studio, un garage ayant servi d'atelier à Rietveld et une cuisine spacieuse, et un étage cloisonné par des parois mobiles permettant de délimiter trois chambres et un salon. Des meubles encastrés et des tiroirs coulissants sont disposés à l'intérieur. Des fenêtres en angle laissent passer une lumière abondante.

## Une illustration de la synthèse des arts plastiques
| |  |  |
| La maquette de la maison Schröder montre qu'elle est un véritable équivalent fonctionnel au tableau abstrait de Mondrian Composition en rouge, jaune, bleu et noir (1921). |  |  |

L'idée directrice du néoplasticisme est l'aspiration à une synthèse des arts plastiques (peinture, sculpture, architecture, arts appliqués) en recherchant l'abstraction des formes et de la couleur par l'emploi de la ligne droite, des couleurs primaires et des non-couleurs (gris, noir et blanc).
Truus Schröder et Rietveld, amoureux, conçoivent la maison ensemble, voulant un bâtiment léger, lumineux et ouvert, en privilégiant de larges fenêtres occupant toute la hauteur d'un étage, et un cadre harmonieux, reflet du souci éducatif de Schröder pour ses trois enfants. Elle travaille elle-même dans la maison, de même l'architecte y installe son atelier, meuble l'intérieur et le dote de cloisons coulissantes au premier étage, pour répondre à une demande d'espaces de vie modulables, espaces structurés en couleurs et lumières. « L'angle droit, transformé en dogme par Mondrian, est au cœur du volume d'ensemble cubique comme des moindres détails de structure ou de décoration : les fenêtres, qui sont tournées vers l'extérieur, ne s'ouvrent que dans une position, à 90° par rapport à la façade. Les couleurs du revêtement sont celles d'un tableau de Mondrian et les façades, régies par un système complexe de contrepoints et de rapports de proportions mathématiques, sont de grandes constructions claires et rigoureuses sans axe de symétrie ; l'ensemble est ordonné mais dynamique et ouvert en raison de l'intersection de nombreux plans et de la finesse des poteaux et balustrades des balcons. La distribution de chaque niveau est aussi sur une grille orthogonale qui n'empêche pas des effets de transparence dues à l'importance des sources lumineuses et à l'usage de cloisons coulissantes… Les meubles soulignent les articulations essentielles de l'architecture, ce qui fait de la villa une œuvre d'art totale où fusionnent les arts décoratifs et les arts dits majeurs ».
L'apparence standardisée de l'ensemble ne doit cependant pas faire illusion : loin d'une production industrialisée, la maison Schröder est plutôt l'expression d'une maison unique pensée comme un meuble. L'artiste Claes Oldenburg dira même que la maison est une chaise, se rappelant sans doute la fameuse chaise rouge et bleue conçue par Rietveld.

## Galerie

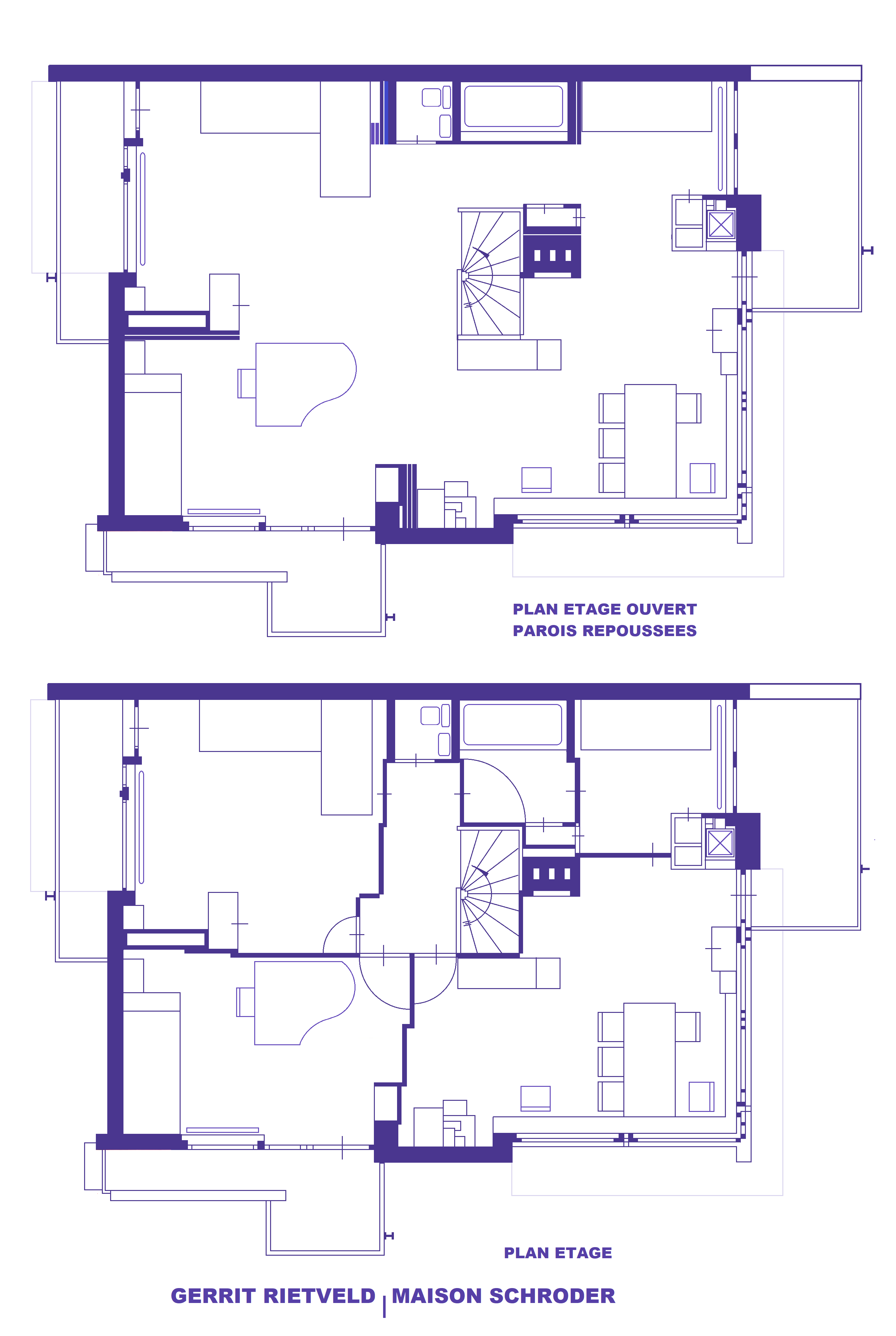
Plans
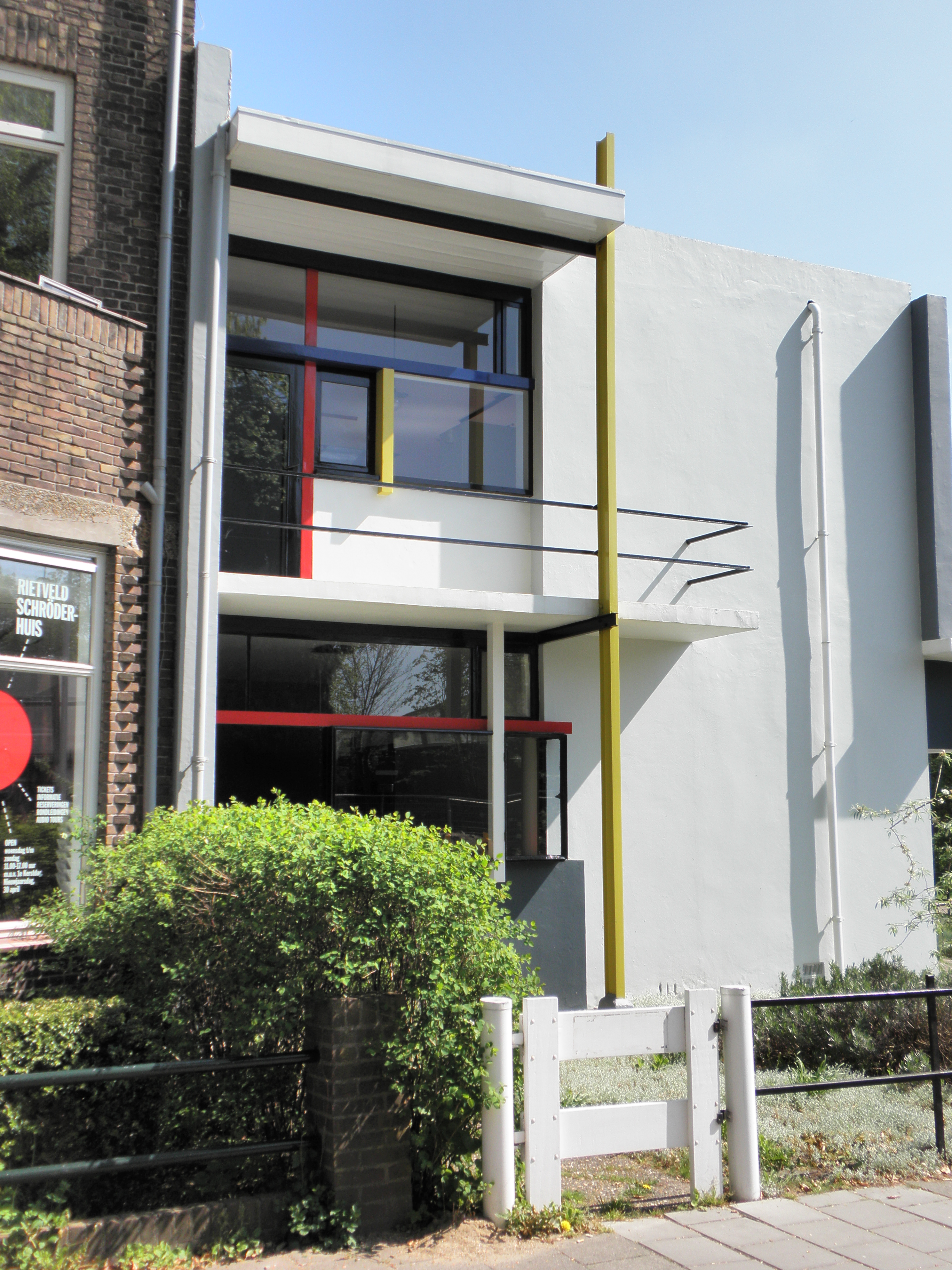
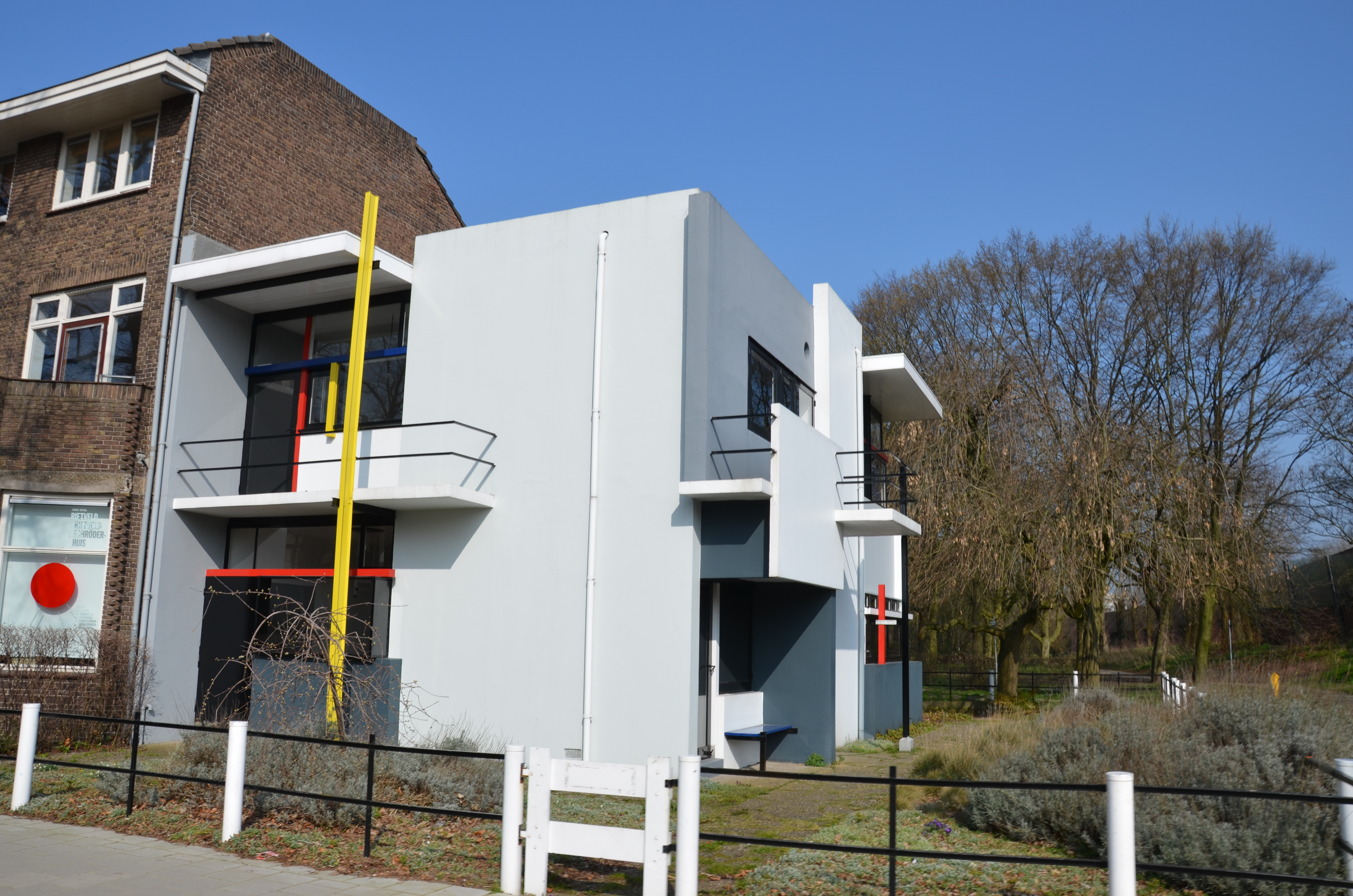
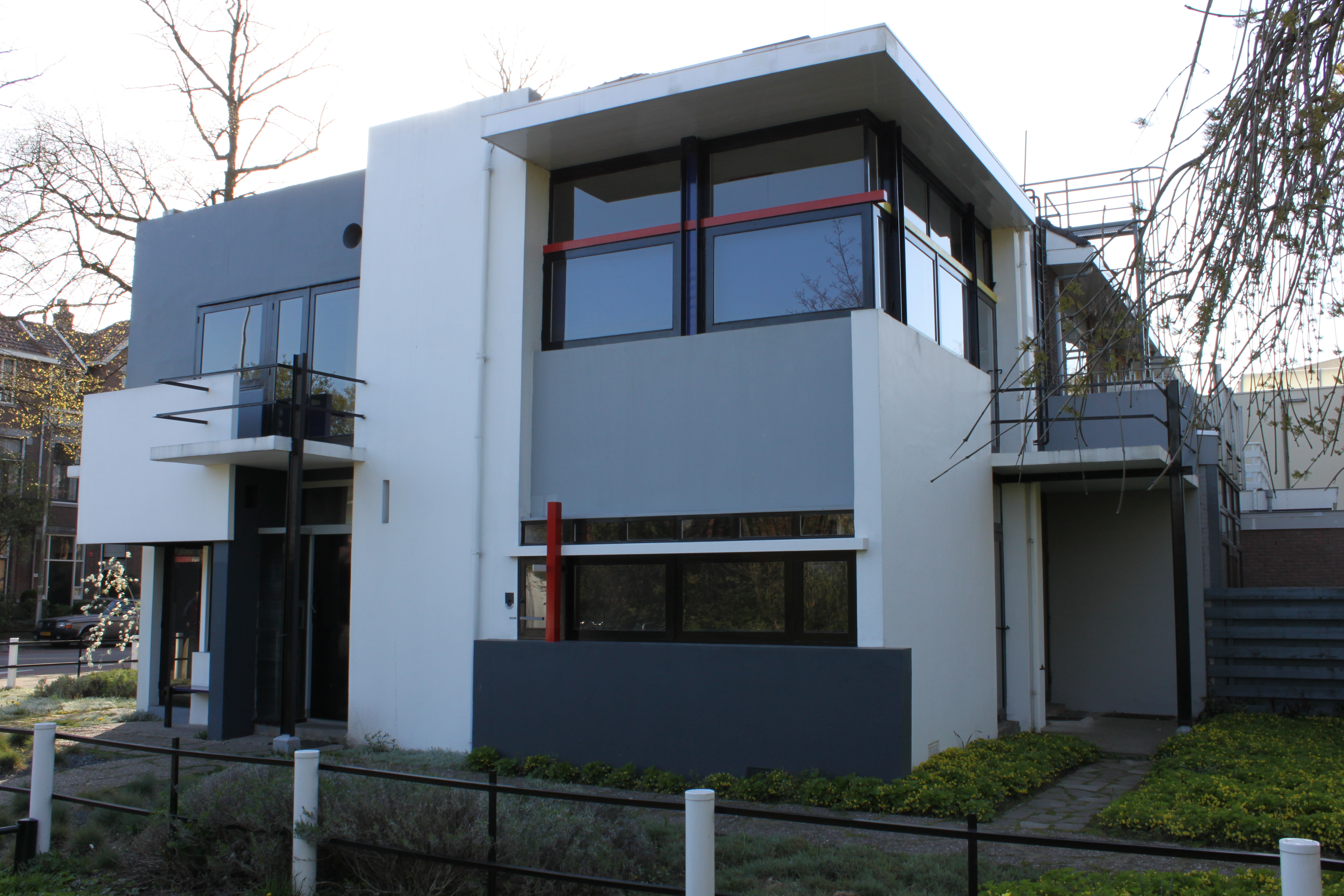
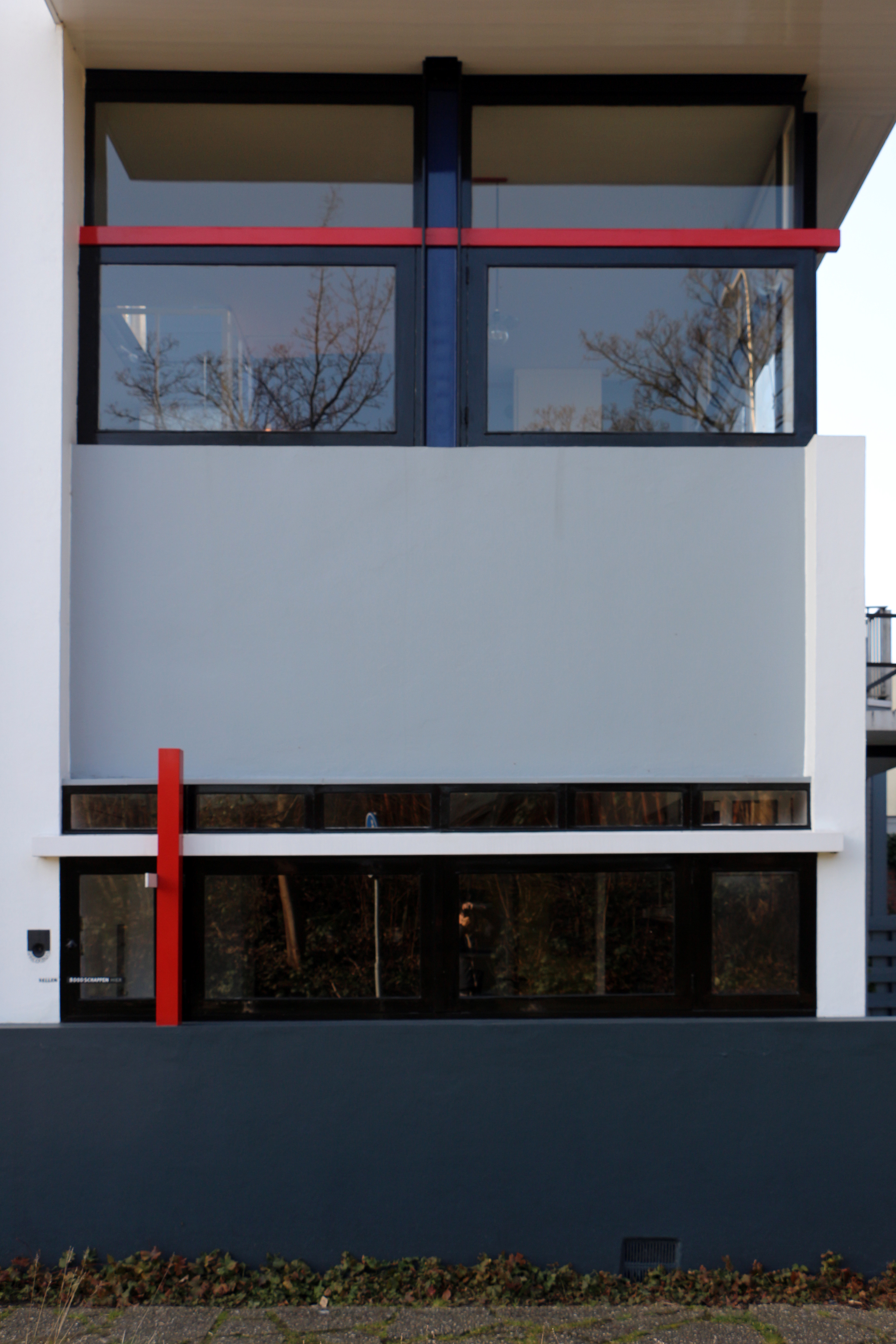
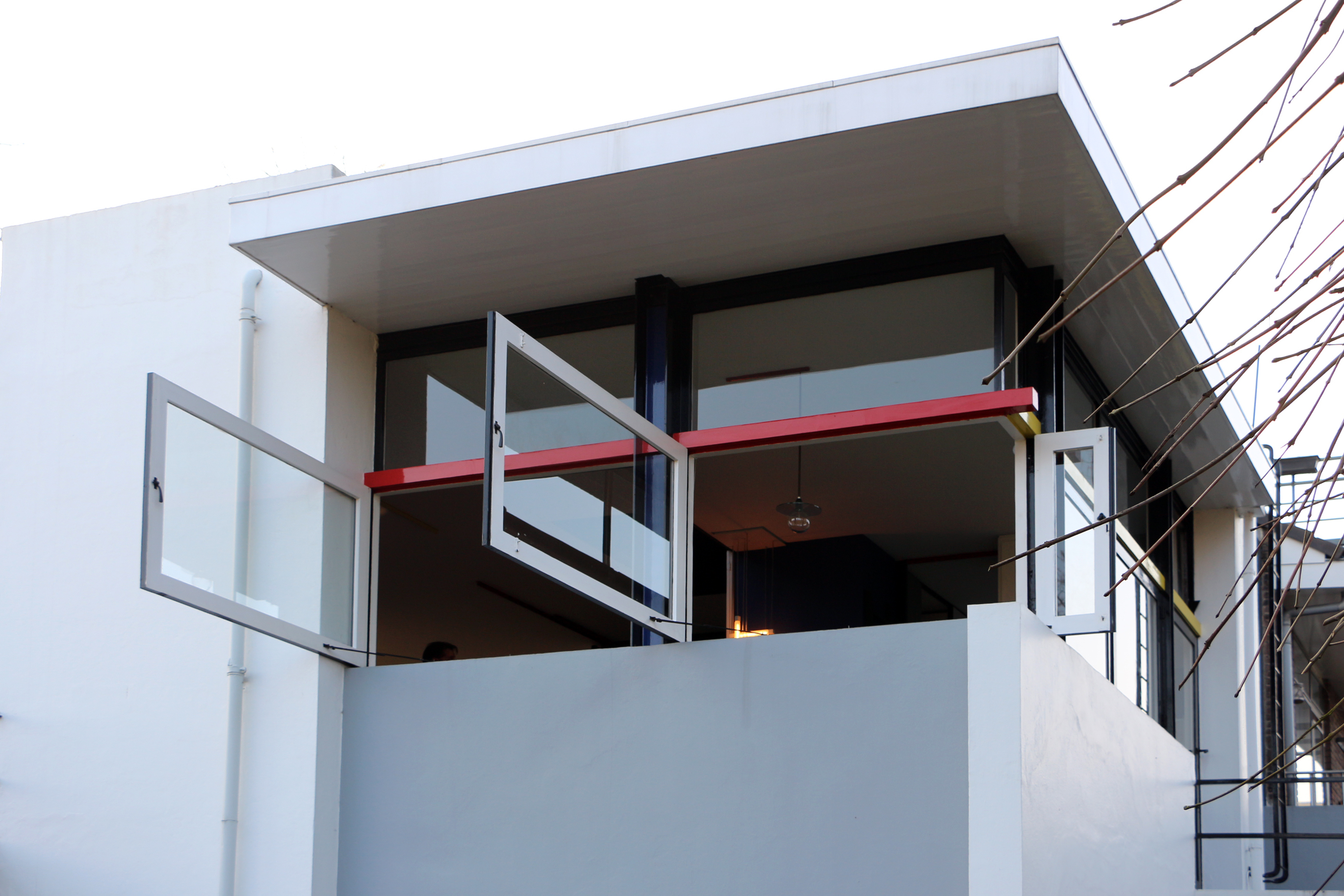
Fenêtre en angle